# クルガン州

クルガン州
ロシア語: Курганская область

クルガン州（クルガンしゅう、Курганская область; Kurgan Oblast）はロシア連邦中南部の州（オーブラスチ）。ウラル連邦管区に含まれる。州都はクルガン。面積ではウラル連邦管区のなかでもっとも小さい。
1943年2月6日に州として設置された。

## 地理
西シベリア平原の南西部に位置する。州は三角形をしており、その中心に州都クルガンがある。南にカザフスタン共和国と国境を接する。ロシア連邦内では、西にチェリャビンスク州、北にスヴェルドロフスク州、東にチュメニ州と隣り合う。農耕に適した平原が広がり、面積の約5分の1が森林。約3000の湖と約400の河川がある。最大の川はトボリ川。

## 住民
人口の92%をロシア人が占め、そのほかにタタール人（2%）、バシキール人（1.5%）など。住民の64%が都市に住む。

## 行政区分

クルガン州の行政区分

## 気候
大陸性の気候で、1月の平均気温は-18 °C、7月の平均気温は+19 °C。年間の降水量は約400mm。

## 政治
州議会は定員33。4年に一度改選される。1997年よりオレグ・アレクセーヴィチ・ボゴモーロフが長年州知事を務めた。現知事はバディム・シュムコフ（2019年就任）。

## 経済
主な産業は自動車製造、食品加工。農業が盛んで、農耕地は州の面積の60%を越える。シベリア鉄道が通り、ロシアのヨーロッパ側とアジア側の各都市と結ばれている。

## 標準時
この地域は、エカテリンブルク時間帯の標準時を使用している。時差はUTC+5時間で、夏時間はない。（2011年3月までは標準時がUTC+5で夏時間がUTC+6、同年3月から2014年10月までは通年UTC+6であった）